# Nossa Senhora da Paz (título cardinalício)
Nossa Senhora da Paz (em latim, Sanctae Mariae de Pace) é um título cardinalício instituído em 14 de abril de 1587 pelo Papa Sisto V, por meio da constituição apostólica Religiosa.